# Hanna-Maria Seppälä
Hanna-Maria Seppälä, née le 13 décembre 1984 à Kerava, est une nageuse finlandaise spécialiste du 100 m nage libre et du 100 m quatre nages. Elle est détentrice, depuis le 13 novembre 2008, du record d'Europe du 100 m quatre nages en petit bassin (59 secondes et 7 centièmes).

## Palmarès

### Championnats du monde

#### Championnats du monde en grand bassin
- Championnats du monde de natation 2003 à Barcelone ( Espagne) :
  -  Médaille d'or sur 100 m nage libre

#### Championnats du monde en petit bassin
- Championnats du monde de natation en petit bassin 2006 à Shanghai ( Chine) :
  -  Médaille d'argent sur 100 m quatre nages
- Championnats du monde de natation en petit bassin 2008 à Manchester ( Royaume-Uni) :
  -  Médaille d'argent sur 100 m quatre nages
  -  Médaille de bronze sur 100 m nage libre

### Championnats d'Europe

#### Championnats d'Europe en grand bassin
- Championnats d'Europe 2008 à Eindhoven ( Pays-Bas) :
  -  Médaille d'argent sur 100 m nage libre
- Championnats d'Europe 2016 à Londres ( Royaume-Uni) :
  -  Médaille de bronze du relais 4 × 100 m quatre nages

#### Championnats d'Europe en petit bassin
- Championnats d'Europe 2003 à Dublin ( Irlande) :
  -  Médaille de bronze du 100 m nage libre
- Championnats d'Europe 2005 à Trieste ( Italie) :
  -  Médaille d'or du 100 m quatre nages
  -  Médaille d'argent du 100 m nage libre
- Championnats d'Europe 2006 à Helsinki ( Finlande) :
  -  Médaille d'or du 100 m quatre nages
  -  Médaille de bronze du 50 m nage libre
- Championnats d'Europe 2007 à Debrecen ( Hongrie) :
  -  Médaille d'or du 100 m quatre nages
- Championnats d'Europe 2008 à Rijeka ( Croatie) :
  -  Médaille d'or du 100 m quatre nages
- Championnats d'Europe 2009 à Istanbul ( Turquie) :
  -  Médaille de bronze du 100 m quatre nages
- Championnats d'Europe 2010 à Eindhoven ( Pays-Bas) :
  -  Médaille de bronze du relais 4 × 50 m nage libre
- Championnats d'Europe 2012 à Chartres ( France) :
  -  Médaille d'argent du relais 4 × 50 m nage libre
  -  Médaille de bronze du relais 4 × 50 m nage libre mixte